# Квирнбах (Вестервалд)
Квирнбах (њем. Quirnbach) општина је у њемачкој савезној држави Рајна-Палатинат. Једно је од 192 општинска средишта округа Вестервалд. Према процјени из 2010. у општини је живјело 523 становника. Посједује регионалну шифру (AGS) 7143061.

## Географски и демографски подаци
Квирнбах се налази у савезној држави Рајна-Палатинат у округу Вестервалд. Општина се налази на надморској висини од 300 метара. Површина општине износи 3,1 km². У самом мјесту је, према процјени из 2010. године, живјело 523 становника. Просјечна густина становништва износи 170 становника/km².